# Nunzio La Farina
Nunzio La Farina (Capizzi, 27 giugno 1896 – Capizzi, 28 agosto 1961) è stato un compositore italiano.

## Biografia
Nunzio La Farina nasce a Capizzi il 27 giugno del 1896. Emigrato in Argentina ottiene il diploma di professore e compositore di musica a Buenos Aires. Incise grandi successi sui dischi Columbia e Brunswich: valzer, tango, ranchera e tarantelle. Nel 1943 compose una nota marcia inno intitolata "Madre Patria"; i versi erano di Franco Ligure.
Morì a Capizzi il 28 agosto del 1961 rimpianto come ormai famoso e apprezzato compositore in tutto il mondo.
Il 27 dicembre 2009 il Comune di Capizzi, insieme a numerose autorità ha dedicato la Scuola civica di Musica all'illustre concittadino.